# Lidan
Lidan är en å i Västergötland. Dess längd inklusive källflöden är 93 km och dess avrinningsområde är 2262 km². Vid mynningen är medelvattenföringen 19,1 m³/s samt medelhögvattenföringen 98 m³/s. Lidan har sin källa i närheten av Älmestad i Ulricehamns kommun, rinner norrut över västgötaslätten och mynnar i Kinneviken i Vänern vid Lidköping. Lidan har många biflöden och få sjöar inom sitt avrinningsområde. Bland biflödena märks Flian, Lannaån, Jungån och Afsan. Biflöden till Flian är i sin tur Dofsan, Slafsan/Hornborgaån och Pösan. Bland sjöarna märks Hornborgasjön, Sjötorpasjön och Rösjön. Bland de våtmarker den avvattnar kan Mönarpa mossar, Ripelången, Karbomossen, Ramlamossen, Rösjömossen och Åsle mosse nämnas. 
Ånamnets äldsta kända form är Liðæ från 1300-talet. Av lokalbefolkningarna kallas Lidan i sitt nedre lopp för "Älva", men i sitt övre lopp för "Åna". Kulturgeografiskt är det dock fråga om en å. 
Enligt fiskeriverket ska den rödlistade fisken asp leka i de nedre delarna av Lidan och framförallt i biflödet Flian.

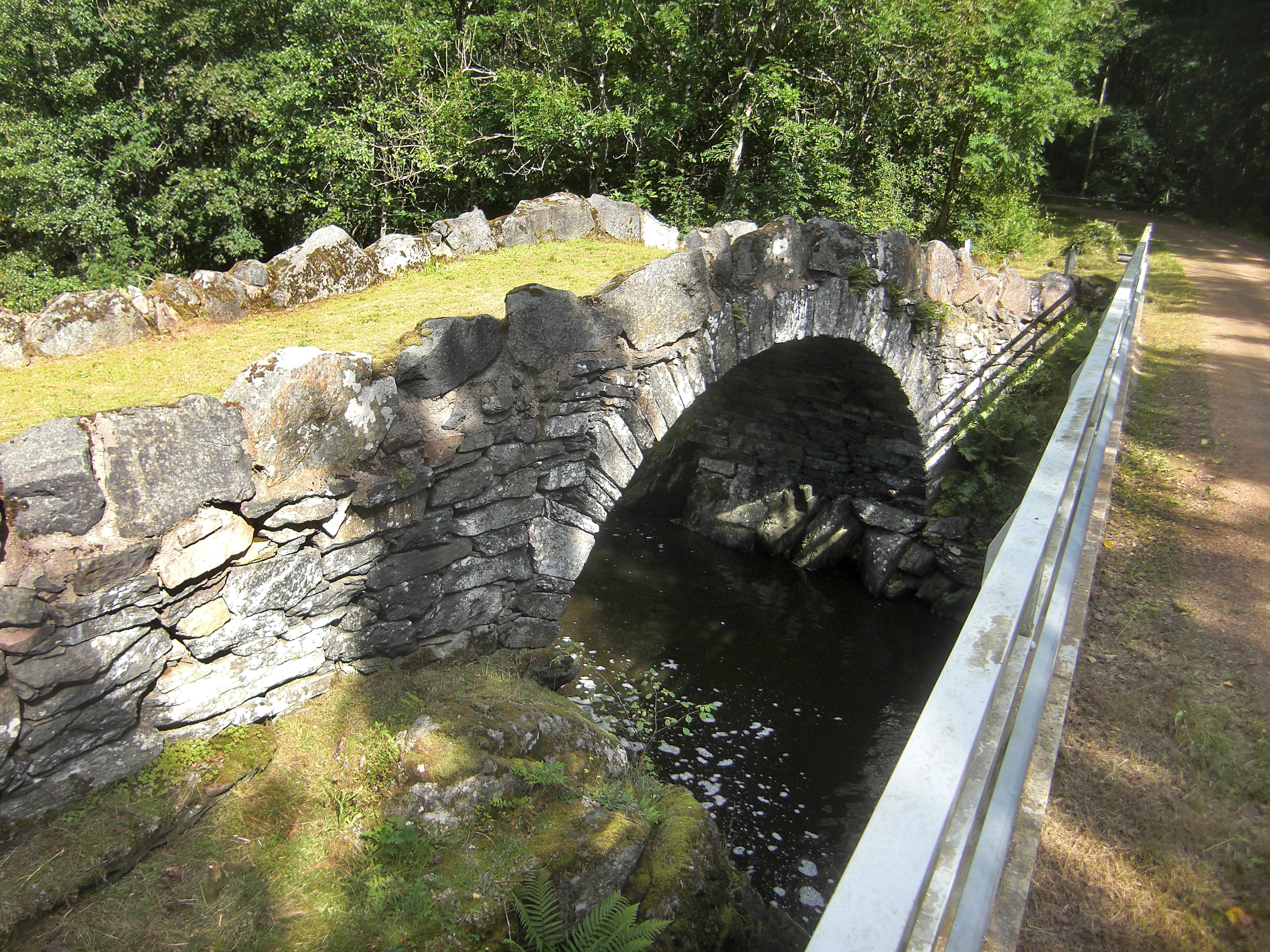
Gammal valvbro över Lidan vid Kvissle i Trävattna socken.
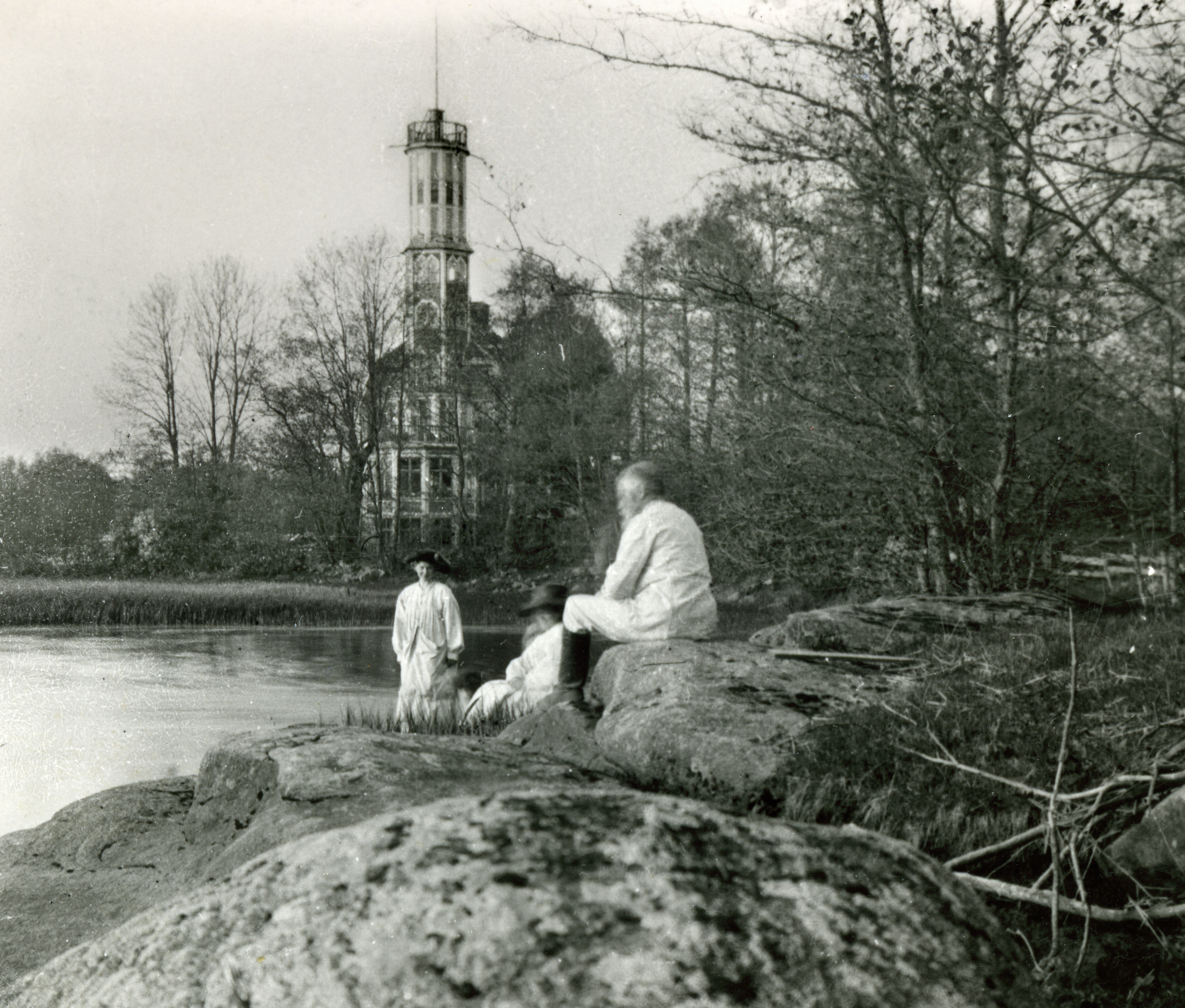
Lidan vid Gullåkra i Trävattna socken. Foto från 1912.